# Запечне
Запечне (пол. Zapieczne) — село в Польщі, у гміні Трошин Остроленцького повіту Мазовецького воєводства.
Населення — 90 осіб (2011).
У 1975-1998 роках село належало до Остроленцького воєводства.

## Демографія
Демографічна структура станом на 31 березня 2011 року:
|          | Загалом | Допрацездатний вік | Працездатний вік | Постпрацездатний вік |
| -------- | ------- | ------------------ | ---------------- | -------------------- |
| Чоловіки | 46      | 9                  | 31               | 6                    |
| Жінки    | 44      | 13                 | 23               | 8                    |
| Разом    | 90      | 22                 | 54               | 14                   |